# Купін Петро Олександрович
Петро Олександрович Купін (11 липня 1946, село Артільне, тепер Куп'янського району Харківської області — 2 квітня 2018, місто Київ) — український політичний діяч, голова Луганської обласної ради і облвиконкому (1994—1995 рр.), голова Луганської обласної державної адміністрації (1995 р.).

## Життєпис

Могила Петра Купіна, Байкове кладовище

У 1959 році закінчив технікум гарячої обробки металів при Харківському тракторному заводі. Трудову діяльність розпочав на Харківському тракторному заводі як працівник-терміст. Служив у Радянській армії. Працював у Харківському науково-дослідному фізико-технічному інституті.
Потім — начальник відділу, начальник дільниці Комунарського металургійного заводу Ворошиловградської області. Член КПРС.
У 1975 році закінчив заочно Комунарський гірничо-металургійний інститут Ворошиловградської області.
Потім — на партійній роботі.
Закінчив Український заочний політехнічний інститут та Вищу партійну школу при ЦК КПУ.
У грудні 1991 — липні 1994 року — заступник керуючого Луганського обласного відділу Українського фонду соціального захисту інвалідів.
У липні 1993 — жовтні 1995 року — 1-й секретар Луганського обласного комітету КПУ.
10 липня 1994 — 19 жовтня 1995 року — голова Луганської обласної ради і обласного виконавчого комітету.
19 липня — 19 жовтня 1995 року — голова Луганської обласної державної адміністрації.
У жовтні 1995 — січні 1997 року — заступник Голови Державного митного комітету України. У січні 1997 — червні 1998 року — заступник Голови Державної митної служби України.
У 2003—2008 роках — керівник контрольного управління Ради національної безпеки та оборони України.
Потім — на пенсії. Помер на 72-му році життя 2 квітня 2018 року. Похований у колумбарії Байкового кладовища (50°25′4.00″ пн. ш. 30°30′12.76″ сх. д. / 50.4177778° пн. ш. 30.5035444° сх. д.).

## Звання
- державний службовець І-го рангу (.10.1994)[7]